# Telugu Desam

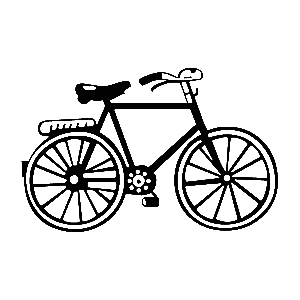
TDP:s partisymbol

Telugu Desam Party (TDP) är ett regionalt politiskt parti i den indiska delstaten Andhra Pradesh. Partiet grundades av filmstjärnan N.T. Rama Rao 29 mars 1982. N.T. Rama Rao kritiserade den grasserande korruptionen och ville i partiet skapa ett alternativ till Indiens gamla maktparti Kongresspartiet.

Redan nio månader efter sitt grundande tog partiet makten i hemstaten. Vid de federala valen tog man i 1984 års val inte mindre än 35 av de 40 mandat som var tilldelade Andhra Pradesh.
1993 tog TDP åter makten efter ett antal år i opposition, och åter blev N.T. Rama Rao delstatens premiärminister. Efter diverse intriger bland Rama Raos närmaste manövrerades han bort från makten 1995, och hans svärson Nara Chandrababu Naidu tog kontroll över partiet. Året efteråt avled Rama Rao. Rama Raos änka Lakshmi Parvathi förlikade sig aldrig med kuppmakarna och omorganiserade ett eget TDP, kallat NTR Telugu Desam Party (Lakshmi Parvathi). NTRTDP(LP) har dock aldrig slagit igenom.
En annan utbrytargrupp är Anna Telugu Desam Party lett av Rama Raos tredje son, N. Harikrishna. ATDP var aktiva inför valet 1999, men idag verkar partiet ha deaktiverats.
Chandrababu Naidu var Andhra Pradeshs chefsminister fram tills 2004, då TDP förlorade delstatsvalet. TDP stöttade premiärminister Atal Bihari Vajpayees National Democratic Alliance-regering, men utan att själva ta ministerposter i centralregeringen.
I delstatsvalet 2004 hade partiet lanserat 267 kandidater, men endast 47 blev valda (179 i valet 1999). 
I valet till Lok Sabha 2004, som hölls parallellt med delstatsvalet i Andhra Pradesh, hade TDP lanserat 33 kandidater, men endast fem blev valda. I valet till Lok Sabha 1999 hade partiet fått 3,6% av rösterna (i hela Indien) och 29 mandat.
Partiet har flera olika divisioner, celler och fronter:
- Telugu Yuvatha (Teluguungdomen)
- Telugu Mahila (Telugukvinnorna)
- Telugu Raithu (Telugubönderna)
- Minorities Division
- Telugu Nadu Trade Union Council
- Business Division
- Backward classes division
- Dalits’ Division
- Girijans’ division
- Legal division
- Cultural Division